# Gymnanthes guyanensis
Gymnanthes guyanensis är en törelväxtart som beskrevs av Johannes Müller Argoviensis. Gymnanthes guyanensis ingår i släktet Gymnanthes och familjen törelväxter. Inga underarter finns listade i Catalogue of Life.